# Albrecht Ludwig von Berger

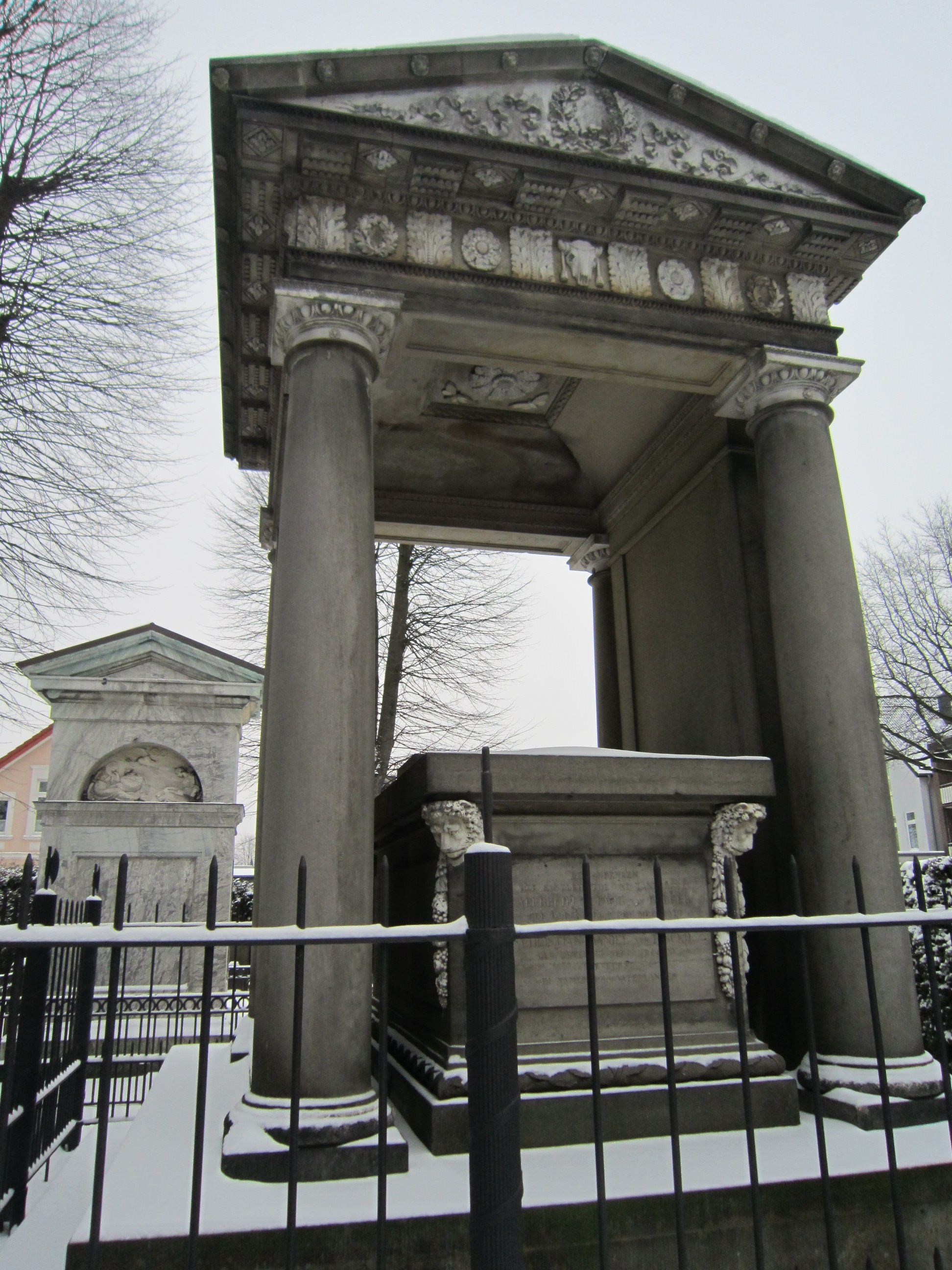
Grab Albrecht Ludwig von Bergers auf dem Gertrudenfriedhof in Oldenburg

Albrecht Ludwig von Berger (* 5. November 1768 in Oldenburg; † 10. April 1813 in Bremen) war ein deutscher Jurist und ein Opfer des französischen Despotismus.

## Herkunft
Die Familie Berger wurde 1717 von Kaiser Karl VI. geadelt. Seine Großeltern väterlicherseits waren der dänische Leibarzt Johann Samuel von Berger (1691–1757) und dessen zweite Ehefrau Magarethe Louise von Ramdor (1705–1790). Seine Eltern waren der Kanzleidirektor August Gottlieb von Berger (1730–1807) und dessen Ehefrau Albertine Agnes von Schilden (1745–1826).

## Leben
Berger wurde von Privatlehrern unterrichtet und konnte Ostern 1786 an die Universität Göttingen gehen, um dort Rechtswissenschaften zu studieren. 1788 musste er wegen einer Krankheit sein Studium unterbrechen, kehrte aber zurück und machte im Herbst 1790 seinen Abschluss. Er kehrte nach Oldenburg zurück und wurde zunächst am oldenburgischen Landgericht Auskultant. Im Jahr 1792 kam er als Regierungsassessor nach Eutin, der Residenzstadt des zu Oldenburg gehörenden Fürstentums Lübeck. Wegen seiner Eltern ließ Berger sich aber bereits 1797 als Landgerichtsassessor mit dem Titel Kanzleirat nach Oldenburg zurückversetzen. Er wurde dann 1808 zum herzoglich-oldenburgischen Kanzleirat und Landvogt an den Hof des Herzogtums Oldenburg berufen.
Dazu betätigte sich Berger literarisch und veröffentlichte einige Aufsätze in der Oldenburgischen Zeitschrift sowie in der von Gerhard Anton von Halem herausgegebenen Zeitschrift Irene. Seit 1799 gehörte er der Literarischen Gesellschaft Oldenburgs an. Er unternahm ausgedehnte Reisen durch Deutschland, Frankreich, Italien und die Schweiz, die er in zwei umfangreichen Reisebüchern schilderte.
Während der Besetzung Oldenburgs durch das Französische Kaiserreich (→ Oldenburgische Franzosenzeit) blieb Berger in Oldenburg, da ihm sein ererbtes Vermögen erlaubte nach der französischen Besetzung des Herzogtums auf eine Anstellung zu verzichten. Da Hamburg im Zuge der Befreiungskriege am 18. März 1813 von russischer Kavallerie besetzt worden war und es zu vermehrten Aufständen gegen die napoleonischen Besatzer kam, räumten die französischen Behörden in Oldenburg am 19. März 1813 ihre Dienststellen. Vorher setzten sie eine Verwaltungskommission ein, in die von Berger und Christian Daniel von Finckh und der bisherige Maire Oldenburgs Johann Wiegand Christian Erdmann als Beisitzer eintraten. Diese Kommission sollte die Verwaltungsaufgaben im Sinne der Besatzer wahrnehmen und dafür sorgen, dass das Volk Ruhe bewahrte. Dazu brachte die Kommission eine Proklamation heraus, die von den Franzosen aber als Aufruf zum Widerstand missverstanden wurde.
Nach der Rückkehr der Franzosen wurden von Berger und von Finckh wegen angeblicher patriotischer Äußerungen vor das Kriegsgericht in Bremen unter General Vandammes Vorsitz gestellt, zum Tode verurteilt und am 10. April 1813 erschossen. Ihre Überreste ließ der Großherzog von Oldenburg nach der Rückkehr in sein Land nahe der herzoglichen Gruft auf dem Gertrudenfriedhof beisetzen. Zehn Jahre später wurde dort ein Denkmal aufgestellt. 1814 ließ der Herzog außerdem den Prozess wiederholen und die beiden Hingerichteten für unschuldig erklären.

## Gedenken
In Gedenken an Berger und Finckh benannte die Stadt Oldenburg zwei direkt nebeneinander von der Alexanderstraße abgehende, parallel verlaufende Straßen nach den beiden Politikern.

## Weblink
- 1813: Albrecht Ludwig von Berger and Christian Daniel von Finckh, Oldenburgers, executedtoday.com 10. April 2014